# Sommer-Deaflympics 2013
| XXII. Sommer-Deaflympics         | XXII. Sommer-Deaflympics         |
| Logo der Sommer-Deaflympics 2013 | Logo der Sommer-Deaflympics 2013 |
| -------------------------------- | -------------------------------- |
| Austragungsort:                  | Sofia, Bulgarien                 |
| Teilnehmende Nationen:           | 90                               |
| Teilnehmende Athleten:           | 2879                             |
| Wettbewerbe:                     | 116 (19 Sportarten)              |
| Eröffnung:                       | 26. Juli 2013                    |
| Schlussfeier:                    | 4. August 2013                   |
| Hauptstadion:                    | Arena Armeec Sofia               |
| Homepage:                        | sofia2013.com                    |

Die XXII. Sommer-Deaflympics fanden vom 26. Juli bis zum 4. August 2013 in Sofia, Bulgarien statt. Sofia war zum zweiten Mal Austragungsort des größten Sportereignisses für gehörlose Sportler.

## Sportarten
Bei den Sommer-Deaflympics 2013 gab es 19 Sportarten, darunter 14 Einzelsportarten und fünf Mannschaftssportarten:

### Einzelsportarten
| - Badminton - Bowling - Judo - Karate |  | - Leichtathletik - Mountainbike - Orientierungslauf - Schwimmen |  | - Sportschießen - Straßenradsport - Taekwondo - Tennis |  | - Tischtennis - Ringen |  |

### Mannschaftssportarten
| - Basketball - Beachvolleyball |  | - Fußball - Handball |  | - Volleyball |

## Austragungsstätten

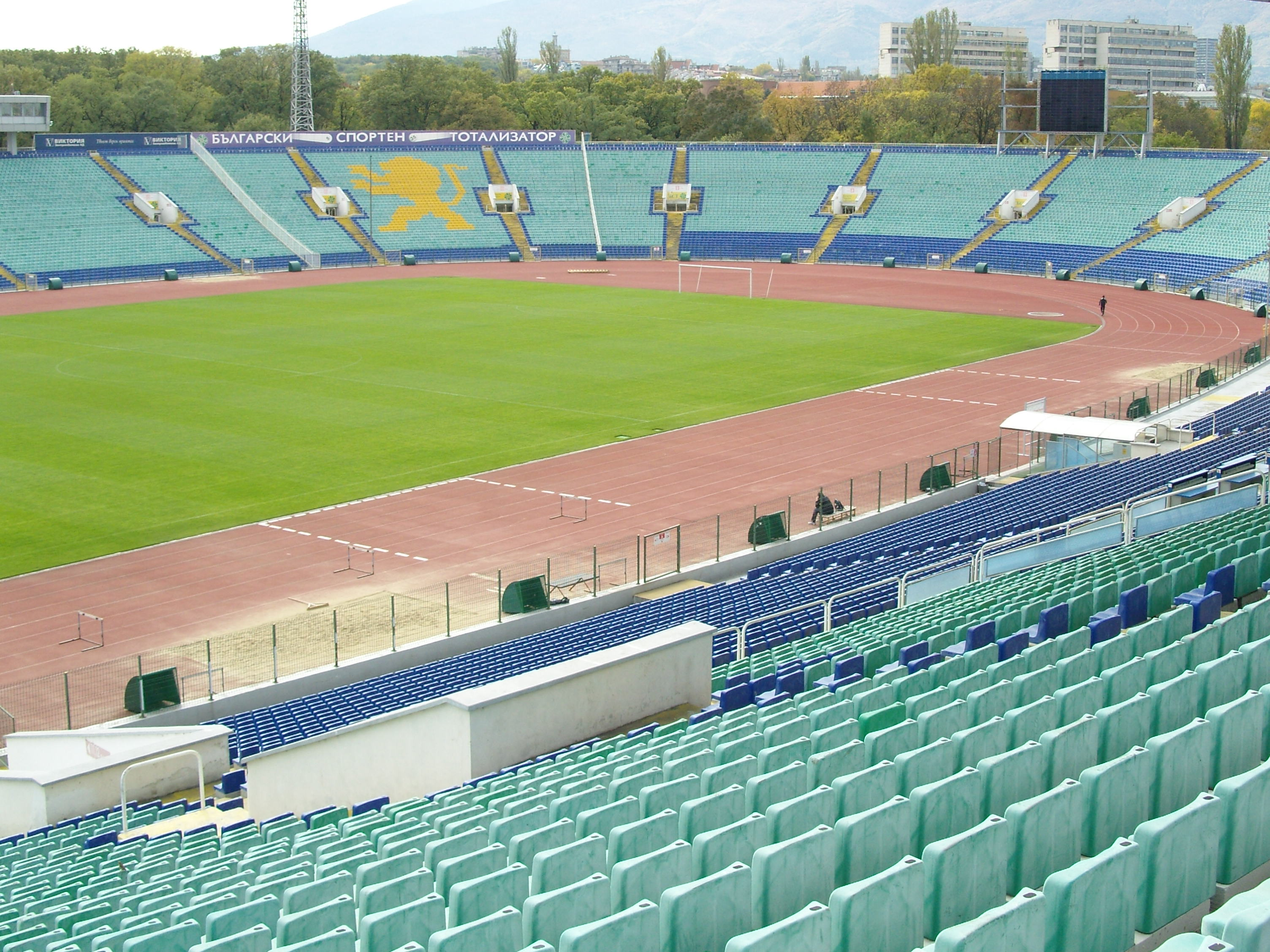
Wassil-Lewski-Nationalstadion

- Eröffnungs-/Schlussfeier: Armeec Arena[3]
- Badminton: Hristo Botev-Sporthalle
- Basketball: Overgas Arena, Universiada Hall
- Beachvolleyball: National Sports Academy
- Bowling: Sky City Mall
- Fußball: Pravets Sport Complex, Wassil-Lewski-Nationalstadion[4]
- Handball, Judo, Karate: National Sports Academy
- Leichtathletik: Wassil-Lewski-Nationalstadion[4]
- Orientierungslauf: Bonsovi Polqni, Borissowa gradina
- Radsport: Mountain Bike: Vitosha Mountain
- Radsport: Straßenradrennen: Sofia Roads
- Ringen: ZSKA Stadion
- Schwimmen: Aquasports Center Spartak
- Sportschießen: Geo Milev Shooting Range
- Taekwondo: National Sports Academy
- Tennis: Dema Sports Complex
- Tischtennis: Winter Sports Palace
- Volleyball: Armeec Arena

## Teilnehmende nationale Verbände
90 nationale Verbände nahmen teil mit 2879 Sportlerinnen und Sportlern:
| - Algerien (5) - Argentinien (45) - Armenien (5) - Australien (25) - Ägypten (28) - Belgien (5) - Bolivien (1) - Brasilien (19) - Bulgarien (43) - Volksrepublik China (67) - Dänemark (32) - Dominikanische Republik (1) - Deutschland (137) - Ecuador (2) - Estland (13) - Elfenbeinküste (7) - Fidschi (4) - Finnland (8) - Frankreich (22) - Georgien (4) - Griechenland (100) - Guatemala (1) - Hongkong (18) |  | - Indien (26) - Indonesien (10) - Irak (22) - Iran (82) - Irland (23) - Island (5) - Israel (6) - Italien (63) - Jamaika (6) - Japan (149) - Jemen (6) - Kanada (27) - Kasachstan (32) - Kenia (39) - Kirgisistan (7) - Kroatien (46) - Kuba (10) - Kuwait (12) - Lettland (16) - Libyen (9) - Litauen (61) - Macau (7) - Malta (1) |  | - Mauritius (2) - Nordmazedonien (4) - Mexiko (16) - Moldau (1) - Mongolei (21) - Nepal (10) - Neuseeland (3) - Niederlande (12) - Nigeria (46) - Norwegen (5) - Österreich (26) - Pakistan (6) - Philippinen (2) - Polen (75) - Portugal (14) - Puerto Rico (2) - Russland (321) - Sambia (3) - San Marino (2) - Saudi-Arabien (25) - Schweden (14) - Schweiz (17) - Serbien (22) |  | - Slowakei (7) - Slowenien (13) - Spanien (11) - Südafrika (28) - Südkorea (69) - Chinesisch Taipeh (55) - Thailand (2) - Trinidad und Tobago (2) - Tschechien (17) - Turkmenistan (3) - Türkei (181) - Ukraine (191) - Ungarn (57) - Uruguay (2) - Usbekistan (22) - Venezuela (72) - Vereinigte Arabische Emirate (5) - Vereinigte Staaten (129) - Vereinigtes Königreich (54) - Belarus (48) - Zypern (5) |  |

## Ergebnisse
| - Badminton - Basketball - Beachvolleyball |  | - Bowling - Fußball - Handball |  | - Leichtathletik - Mountainbike - Straßenradsport |  | - Tennis - Volleyball |

## Medaillenspiegel
| Platz  | Land                         | Gold | Silber | Bronze | Gesamt |
| ------ | ---------------------------- | ---- | ------ | ------ | ------ |
| 01     | Russland (RUS)               | 67   | 52     | 58     | 177    |
| 02     | Ukraine (UKR)                | 21   | 30     | 37     | 88     |
| 03     | Südkorea (KOR)               | 19   | 11     | 12     | 42     |
| 04     | Belarus (BLR)                | 12   | 11     | 4      | 27     |
| 05     | Volksrepublik China (CHN)    | 12   | 5      | 8      | 25     |
| 06     | Vereinigte Staaten (USA)     | 9    | 8      | 12     | 29     |
| 07     | Türkei (TUR)                 | 7    | 9      | 17     | 33     |
| 08     | Iran (IRI)                   | 7    | 4      | 21     | 32     |
| 09     | Kenia (KEN)                  | 6    | 5      | 5      | 16     |
| 10     | Litauen (LTU)                | 4    | 5      | 4      | 13     |
| 11     | Venezuela (VEN)              | 4    | 4      | 5      | 13     |
| 12     | Italien (ITA)                | 4    | 3      | 5      | 12     |
| 13     | Chinesisch Taipeh (TPE)      | 3    | 12     | 9      | 24     |
| 14     | Deutschland (GER)            | 3    | 6      | 5      | 14     |
| 15     | Ungarn (HUN)                 | 3    | —      | 1      | 4      |
| 16     | Japan (JPN)                  | 2    | 10     | 9      | 21     |
| 17     | Frankreich (FRA)             | 2    | 6      | 3      | 11     |
| 18     | Polen (POL)                  | 2    | 1      | 1      | 4      |
| 19     | Puerto Rico (PUR)            | 2    | —      | —      | 2      |
| 19     | Kuba (CUB)                   | 2    | —      | —      | 2      |
| 21     | Bulgarien (BUL)              | 1    | 4      | 6      | 11     |
| 22     | Schweden (SWE)               | 1    | 1      | 2      | 4      |
| 23     | Portugal (POR)               | 1    | 1      | 1      | 3      |
| 23     | Slowakei (SVK)               | 1    | 1      | 1      | 3      |
| 23     | Australien (AUS)             | 1    | 1      | 1      | 3      |
| 23     | Estland (EST)                | 1    | 1      | 1      | 3      |
| 27     | Kroatien (CRO)               | 1    | 1      | —      | 2      |
| 28     | Macau (MAC)                  | 1    | —      | 1      | 2      |
| 29     | Norwegen (NOR)               | 1    | —      | —      | 1      |
| 29     | Kasachstan (KAZ)             | 1    | —      | —      | 1      |
| 29     | Indien (IND)                 | 1    | —      | —      | 1      |
| 29     | Schweiz (SUI)                | 1    | —      | —      | 1      |
| 33     | Vereinigtes Königreich (GBR) | —    | 2      | 3      | 5      |
| 34     | Tschechien (CZE)             | —    | 2      | 1      | 3      |
| 34     | Südafrika (RSA)              | —    | 2      | 1      | 3      |
| 36     | Mongolei (MGL)               | —    | 1      | 3      | 4      |
| 36     | Brasilien (BRA)              | —    | 1      | 3      | 4      |
| 38     | Argentinien (ARG)            | —    | 1      | 1      | 2      |
| 38     | Spanien (ESP)                | —    | 1      | 1      | 2      |
| 40     | Griechenland (GRE)           | —    | 1      | —      | 1      |
| 41     | Indonesien (IDN)             | —    | —      | 2      | 2      |
| 41     | Österreich (AUT)             | —    | —      | 2      | 2      |
| 43     | Armenien (ARM)               | —    | —      | 1      | 1      |
| 43     | Zypern (CYP)                 | —    | —      | 1      | 1      |
| 43     | Nigeria (NGR)                | —    | —      | 1      | 1      |
| 43     | Lettland (LAT)               | —    | —      | 1      | 1      |
| 43     | Moldau (MDA)                 | —    | —      | 1      | 1      |
| 43     | Mexiko (MEX)                 | —    | —      | 1      | 1      |
| 43     | Turkmenistan (TKM)           | —    | —      | 1      | 1      |
| Gesamt | Gesamt                       | 203  | 203    | 253    | 659    |